# Niels Ole Hald
Niels Ole Hald ist ein ehemaliger dänischer Radrennfahrer und nationaler Meister im Radsport.

## Sportliche Laufbahn
Hald war im Straßenradsport aktiv. 1987 gewann er die nationale Meisterschaft im Straßenrennen der Amateure. 1983 gewann er eine Etappe in der Schleswig-Holstein-Rundfahrt. 1984 war er im Eintagesrennen Fyen Rundt erfolgreich.
Er lebte einige Jahre lang in Luxemburg und startete dort für den Verein „ACC Contern“.